# Muhlenbergia reverchonii
Muhlenbergia reverchonii är en gräsart som beskrevs av George Vasey och Frank Lamson Scribner. Muhlenbergia reverchonii ingår i släktet muhlygräs, och familjen gräs. Inga underarter finns listade i Catalogue of Life.